# Szardíniai poszáta
A szardíniai poszáta vagy Marmora-poszáta (Curruca sarda) a madarak osztályának verébalakúak (Passeriformes) rendjébe és az óvilági poszátafélék (Sylviidae) családjába tartozó faj.

## Elnevezése
Nevét Alberto della Marmora olasz katonáról és naturalistáról kapta.

## Rendszerezés
Besorolása vitatott, egyes rendszerezők szerint a Sylvia nembe tartozik Sylvia sarda néven,

## Előfordulása
Franciaország, Görögország, Olaszország, Spanyolország, Algéria, Líbia és Tunézia területén honos. Kóborlásai során eljut Dánia, az Egyesült Királyság, Gibraltár, Málta, Egyiptom és Marokkó területére is.

## Megjelenése
Testhossza 12 centiméter, testtömege 9-13 gramm. Teste felső része sötétbarna, az alsó világosabb.

## Életmódja
Rovarokkal táplálkozik.

## Szaporodása

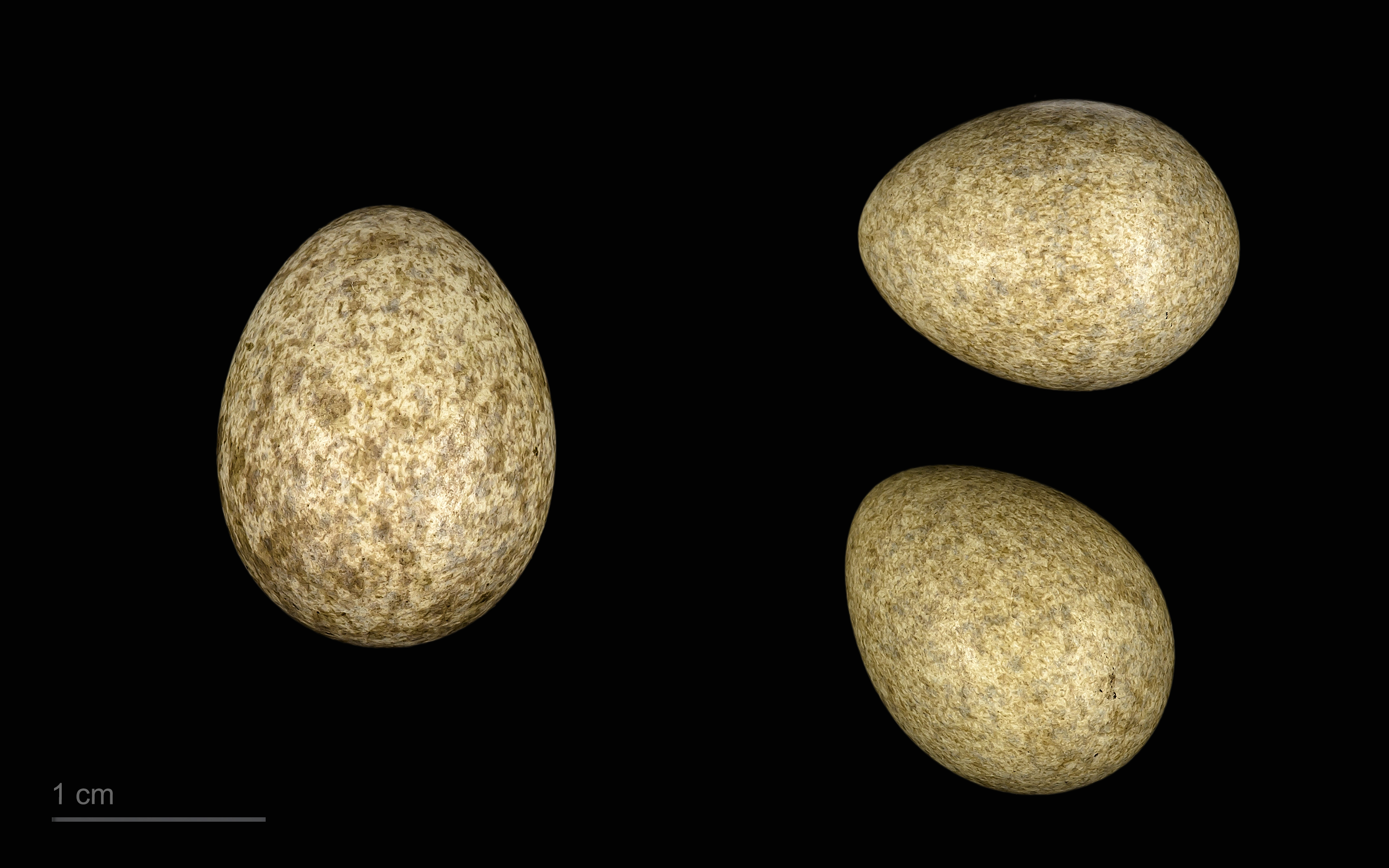
Cuculus canorus canorus + Sylvia sarda

Fészekalja 3-5 tojásból áll, melyen 12-13 napig kotlik. A fiókák még 11-12 napig a fészekben maradnak.